# Primera División Femenina de baloncesto 1979-80
La temporada 1979-80 de la Liga Femenina fue la 17.ª temporada de la liga femenina de baloncesto. Se disputó entre 1979 y 1980, culminando con la victoria de Íntima Cherry Picadero.

## Liga regular
| Pos. | Equipo                   | Pts. | PJ | G  | E | P  | GF   | GC   | Dif. | Clasificación o descenso    |
| ---- | ------------------------ | ---- | -- | -- | - | -- | ---- | ---- | ---- | --------------------------- |
| 1    | Íntima Cherry Picadero   | 63   | 22 | 21 | 0 | 1  | 1962 | 1174 | +788 | Campeón                     |
| 2    | Celta de Vigo            | 51   | 22 | 17 | 0 | 5  | 1525 | 1163 | +362 |                             |
| 3    | GE Iberia                | 49   | 22 | 16 | 1 | 5  | 1736 | 1412 | +324 |                             |
| 4    | Club Juven               | 49   | 22 | 16 | 1 | 5  | 1686 | 1417 | +269 |                             |
| 5    | CD Complutense           | 48   | 22 | 16 | 0 | 6  | 1605 | 1367 | +238 |                             |
| 6    | Vacaciones Spantax       | 38   | 22 | 12 | 2 | 8  | 1523 | 1316 | +207 |                             |
| 7    | Universitario Valladolid | 24   | 22 | 8  | 0 | 14 | 1322 | 1488 | −166 |                             |
| 8    | Tenerife Krystal         | 21   | 22 | 7  | 0 | 15 | 1212 | 1564 | −352 |                             |
| 9    | Club Banesto             | 18   | 22 | 6  | 0 | 16 | 1398 | 1710 | −312 |                             |
| 10   | UD Las Palmas            | 13   | 22 | 4  | 1 | 17 | 1217 | 1664 | −447 | Renuncia la categoría       |
| 11   | Kaixo BC                 | 10   | 22 | 3  | 1 | 18 | 1145 | 1597 | −452 | Descenso a Segunda División |
| 12   | Tabacalera La Coruña     | 9    | 22 | 3  | 0 | 19 | 1073 | 1529 | −456 | Descenso a Segunda División |

 Fuente: BRD

## Postemporada
- Campeonas de la Primera División Femenina 1979-80: Íntima Cherry Picadero (4º título).
- Campeonas de la Copa de la Reina 1979-80: Íntima Cherry Picadero (5º título).
- Clasificadas para Copa de Europa de Campeonas 1980-81: Íntima Cherry Picadero.
- Clasificadas para Copa Ronchetti 1980-81: Celta de Vigo.
- Descendidas a Segunda División:  Kaixo BC, Tabacalera La Coruña (descenso deporitvo) y UD Las Palmas (renuncia a la categoría).
- Ascendidas de Segunda División:  La Casera Cataluña y Universitario Viña Tito (tras la renuncia del Irlandesas Yoplait).